# Madika z Czerwcowego Wzgórza
Madika z Czerwcowego Wzgórza (szw. Madicken på Junibacken) – książka Astrid Lindgren wydana pierwszy raz w Szwecji w 1960 roku, w Polsce w tłumaczeniu Anny Węgleńskiej ukazała się w 1994. Ilustracje do wydania szwedzkiego, które zostały wykorzystane także w wydaniu polskim, stworzyła Ilon Wikland.
Książka opowiada o przygodach siedmioletniej Madiki i obejmuje okres, w którym Madika chodzi do pierwszej klasy. Akcja toczy się w Szwecji w czasie, gdy w pozostałej części Europy trwa wojna (o czym w książce są tylko drobne napomknienia).
Kontynuacją książki jest jej drugi tom Madika i berbeć z Czerwcowego Wzgórza. W 2015 roku ukazało się, nakładem wydawnictwa Nasza Księgarnia, zbiorowe wydanie obu książek zatytułowane Przygody Madiki z Czerwcowego Wzgórza. To wydanie dostępne jest również w formie audiobooka, którego lektorem jest Waldemar Barwiński.
Po polsku dostępna jest jeszcze jedna pozycja o Madice, przeznaczona dla młodszych dzieci ilustrowana książka Patrz, Madika, pada śnieg! (szw. Titta, Madicken, det snöar!), opublikowana w Szwecji w 1983 roku, a w Polsce wydana przez Zakamarki w 2007 roku.

## Główne postacie
- Madika – bohaterka tytułowa, której „pomysły lęgną się w głowie szybciej, niż prosię zdąży mrugnąć” i która „nigdy nie myśli przed...dopiero po”. (Cytaty pochodzą z opisywanej książki)
- Lisabet – pięcioletnia siostrzyczka Madiki, która chce mieć wszystko dokładnie tak samo, jak Madika
- Kajsa – czyli mama Madiki, która śpiewa wesołe piosenki, choć czasem musi mówić do Madiki „Margareto”
- Jonas – czyli tata Madiki, jest redaktorem miejscowej gazety i chodzi do pracy, kiedy Madika chodzi do szkoły
- Alva – służąca na Czerwcowym Wzgórzu, bardzo lubi tańczyć i ma słabość do kominiarza
- Linus-Ida – mieszka w małym domku, opowiada historie biblijne i gra na gitarze, jeśli tylko nie pierze u kogoś lub nie szoruje podłogi
- Abbe Nilsson – syn sąsiadów, który piecze obwarzanki i przyjaźni się z Madiką, choć czasem płata jej figle
- Ciocia Nilsson – mama Abbego, sprzedaje obwarzanki
- Wujek Nilsson – tata Abbego, medytuje i odpoczywa
- Sasso – czarny pudel z Czerwcowego Wzgórza
- Gosan – kotka z Czerwcowego Wzgórza, nie lubi, gdy się ją ciąga za ogon
- Mia – niegrzeczna, rudowłosa koleżanka Madiki ze szkoły
- Mattis – siostra Mii, również rudowłosa

## Miejsca
- Czerwcowe Wzgórze – dom Madiki
- Zacisze – dom Nilssonów, tuż za płotem
- Jabłoniowe Wzgórze – dom na wsi, w którym mieszka zaprzyjaźniona rodzina Karlssonów, u których mama Madiki kupuje jajka

## Ekranizacja
W roku 1979 reżyser Goran Graffman przeniósł tę książkę na ekran.